# Río de Alcalá
El río de Alcalá, también llamado río Valbona, es un curso fluvial del este de la península ibérica, afluente del Mijares. Discurre por la provincia española de Teruel.

## Curso
Nace en el Collado del Buey en Alcalá de la Selva y recoge las aguas de la vertiente meridional de la sierra de Monte Negro y la vertiente oriental de la sierra del Chaparral.
Atraviesa los términos municipales de Alcalá de la Selva, Cabra de Mora y Valbona, donde confluye con el río de Cedrillas.
Aparece descrito en el decimoquinto volumen del Diccionario geográfico-estadístico-histórico de España y sus posesiones de Ultramar de Pascual Madoz con las siguientes palabras:

VALBONA: riach. en la prov. de Teruel. Nace en la vega de Alcala de la Selva, part. jud. de Mora, en la falda meridional del monte llamado Monnegro, el mas elevado del bajo Aragon; pasa por dicho pueblo y por el de Cabra en donde riega una pequeña huerta y tiene un puente de piedra de un solo arco. Entra en Valbona cuyo térm. fertiliza, y enriquecido con las aguas del Vabor, desagua en el Mijares entre las fuentes de la Escaligüela y Fuen-Seca. Cria pequeños barbos.
(Madoz, 1849, p. 262)

## Hidronimia
El río recibe el nombre de río de Alcalá desde su nacimiento hasta Cabra de Mora y río de Valbona desde Valbona hasta su unión con el río de Cedrillas. 
En un texto escrito en latín medieval, se hacía mención a este río cuando el rey Jaime I de Aragón confirmó los términos de Sarrión el 19 de marzo de 1258:

...sicut vadit ad Pilam, et usque ad Carrellum, et usque ad rivum de Alcalano, tam citra rivum quam ultra usque ad terminum More, sicut descendit rivus usque ad fontem del Babol, et ab ipso fonte usque ad fondos de los Sagradedos usque ad sumitatem pinarii...

Las fronteras nororientales del término municipal se sitúan aguas abajo del forcallo entre los ríos de Cedrillas y de Alcalá, mostrando que para los habitantes medievales de la depresión de Sarrión el segundo curso de agua era el principal.
El río de Alcalá se consideró por su longitud y caudal el comienzo del río Mijares hasta la mitad del siglo XX. La construcción del embalse de Valbona en 1955 hizo que se reconsiderase esto, pasando la convención a hacer nacer el Mijares en el río de Cedrillas. En el  Diccionario geográfico-estadístico-histórico de Pascual Madoz, publicado a mediados del siglo XIX, figura sin embargo ya el río de Valbona como afluente del Mijares.